# Leopoldine Konstantin

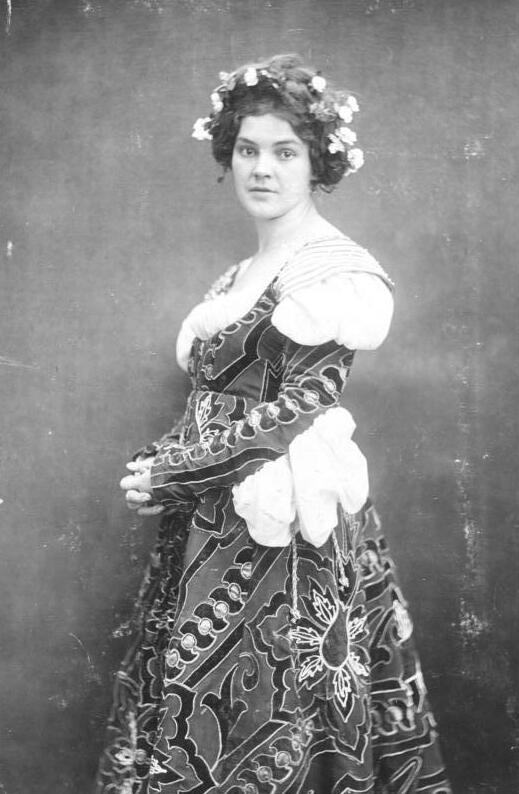
Leopoldine Konstantin en 1912

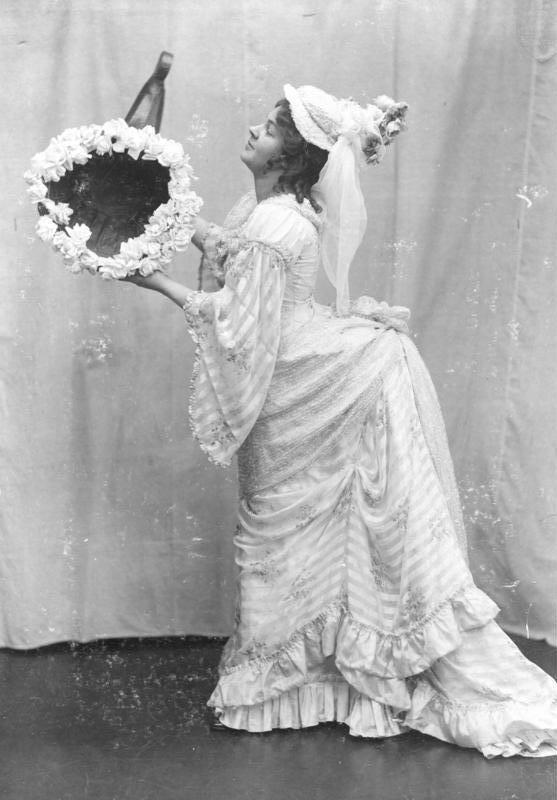
Como Fortuna en el teatro alemán en 1911

Leopoldine Konstantin (12 de marzo de 1886 – 14 de diciembre de 1965) fue una actriz teatral y cinematográfica austriaca.  

## Biografía
Su nombre completo era Leopoldine Eugenie Amelie Konstantin, y nació en Brno, República Checa, en aquel momento parte del Imperio austrohúngaro. Estudió interpretación de la mano de Alexander Strakosch, con quien se casó poco después, y debutó como actriz teatral en el Deutsches Theater de Berlín, dirigido por Max Reinhardt, en 1907. Ese año actuó en la obra de Frank Wedekind Despertar de Primavera (1907), y en las de Shakespeare Romeo y Julieta (1907), Cuento de invierno (1908), y El sueño de una noche de verano (1910).
A partir de 1911 actuó en el Kammerspielen de Berlín y fue conocida en los salones de dicha ciudad. Se mudó a Viena en 1916 con motivo de la Primera Guerra Mundial, y en 1924 representó el papel del título en la obra de Friedrich Schiller Maria Stuart.
Desde 1912 también actuó en el cine mudo, haciendo pequeños papeles en un principio. Tras la guerra dejó temporalmente el cine, ya que únicamente le proporcionaban breves interpretaciones. En 1923 vivía en una casa en Westerland con su hijo Alexander, y en 1924 se casó con el periodista y autor húngaro Géza Herczeg.
Konstantin volvió a trabajar en el cine en 1933, y en 1935 fue a vivir nuevamente en Austria. Divorciada en 1938, emigró a los Estados Unidos vía Reino Unido. En esa época no hablaba inglés y tuvo que trabajar en una fábrica hasta que, tras intensos estudios de la nueva lengua, consiguió un papel de reparto en el film de Alfred Hitchcock de 1946 Notorious.
En 1948 también participó en dos series televisivas, volviendo a Viena después. Sus últimas actuaciones, esporádicas, fueron papeles teatrales en Austria y Alemania, además de lecturas poéticas radiofónicas.
Leopoldine Konstantin falleció en Viena, Austria, en 1965. Fue enterrada en el Cementerio central de Viena.

## Filmografía
- 1912: Gebannt und erlöst
- 1912: Die Hand des Schicksals
- 1912: Die Heldin der schwarzen Berge
- 1913: Vater und Sohn
- 1913: Die Insel der Seligen
- 1914: Kleine weiße Sklaven
- 1914: Die zerbrochene Puppe
- 1915: Das Wiegenlied
- 1917: Aus vergessenen Akten
- 1917: Der Onyxkopf
- 1918: Lola Montez
- 1919: Der Volontär
- 1919: Der Verrat der Gräfin Leonie
- 1919: Können Gedanken töten?
- 1920: Der Shawl der Kaiserin Katharina II
- 1920: Präsident Barrada
- 1920: Weltbrand
- 1921: Der Silberkönig
- 1933: Saison in Kairo
- 1933: Es tut sich was um Mitternacht
- 1933: Früchtchen / Csibi, der Fratz
- 1934: Liebe dumme Mama
- 1934: Prinzessin Turandot
- 1934: Der alte und der junge König
- 1935: Frischer Wind aus Kanada
- 1936: Mädchenpensionat
- 1936: Und du, mein Schatz, fährst mit
- 1937: Andere Welt
- 1946: Notorious

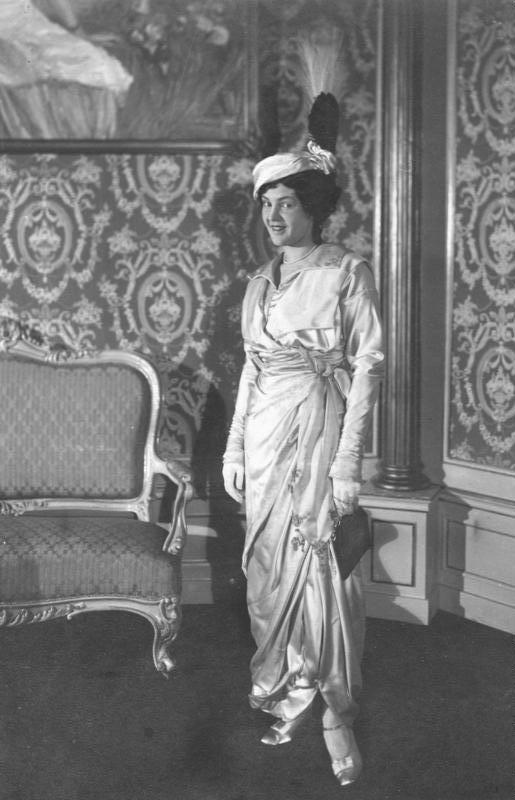
Konstantin en 1913
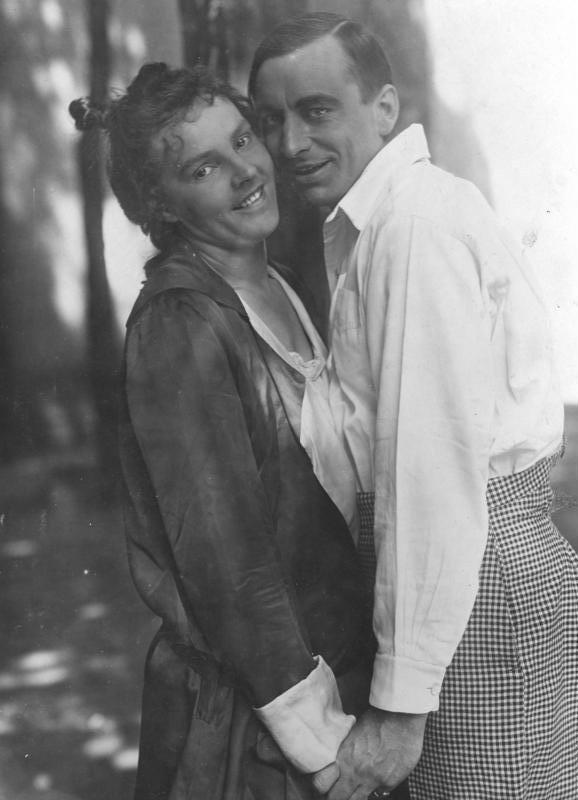
Konstantin en 1917 (con Curt Goetz)